# La Caliente 90.9 FM
La Caliente 90.9 es una estación de radio con licencia en la ciudad de Chihuahua, Chihuahua, México. Transmite en 90.9 MHz de Frecuencia Modulada con 50 kW de potencia.Es propiedad de la división Grupo Multimedios, perteneciente a Grupo Firmas Globales.

## Historia
El 25 de noviembre de 1987 fue publicado en el Diario Oficial de la Federación que la Secretaría de Comunicaciones y Transportes declaraba susceptible la explotación comercial de una estación de radio en Chihuahua, Chihuahua en los 90.9 MHz de F.M. con identificativo de señal XHAHC-FM y 100 kW de potencia. La concesión había sido pretendida por grupos y personas como Raúl Antonio Aréchiga Espinoza dueño de Aerocalifornia, José Gerardo López de la Rocha hijo de Guillermo López Borja dueño de El Lobo 106.1 entre otros, finalmente el 26 de diciembre de 1988 se notificó que se había seleccionado la solicitud de Enrique Regules Uriegas, empresario regiomontano ligado a Multimedios Estrella de Oro. De esta forma se convirtió en la primera aestación de radio de Multimedios en la Ciudad de Chihuahua. El 17 de mayo de 1993 se otorgó el Título de Concesión formal con las condiciones ofertadas previamente con una reducción de potencia de 100 a 50 kW.
El 17 de junio de 1997 la estación pasó a estar a nombre de "Radio Estrellas, S. A. de C. V.", y el 11 de marzo de 2002 a "La Voz de Linares, S. A." ambas filiales de Multimedios Radio.

## Formato
La estación ya pasó por el formato Súper Estelar. Actualmente maneja el formato La Caliente, basado en el de la estación XET-FM de Monterrey, Nuevo León que consiste en la transmisión de música regional mexicana.